# Kalmasaari (ö i Kajanaland, Kehys-Kainuu, lat 64,65, long 30,14)
Kalmasaari är en ö i Finland. Den ligger i Vuokkijärvi och i kommunen Suomussalmi i den ekonomiska regionen  Kehys-Kainuu  och landskapet Kajanaland, i den östra delen av landet, 600 km nordost om huvudstaden Helsingfors. Öns area är 1,3 hektar och dess största längd är 220 meter i öst-västlig riktning.